# Hippopsis freyi
Hippopsis freyi là một loài bọ cánh cứng trong họ Cerambycidae.